# Cissites debyi
Cissites debyi es una especie de coleóptero de la familia Meloidae.

## Distribución geográfica
Habita en Sumatra, Java, Borneo, Sri Lanka y Filipinas.